# Adam Hieronim Lubomirski
Adam (Hieronim Karol) Lubomirski (ur. 1812, zm. 1873) – polski książę, oficer wojsk polskich, oficer artylerii polowej ziemianin.

## Życiorys
Syn Franciszka Grzegorza Lubomirskiego i Anny Lubomirskiej z d. Dobrzańskiej (1773-1819) - drugiej żony Franciszka, linii rzeszowsko-rozwadowskiej. Ożeniony w 1840 z Karoliną Eweliną Ponińską (1822–1890). 
Walczył jako ochotnik w powstaniu listopadowym. Po stłumieniu zrywu władze carskie pozbawiły rodzinę części majątku leżącego w zaborze rosyjskim. Kawaler krzyża Virtuti Militari.
Po bezpotomnej śmierci brata, Jerzego Romana, testamentem brata, został spadkobiercą rodowego majątku Lubomirskich w Charzewicach. Przeniósł się do Charzewic z dóbr miżynieckich, którymi dotąd zarządzał i które wszyły w skład majątku. Powiększył też majątek o klucz dóbr krakowieckich (pow. przemyski).
Rozbudował i przebudował pałac w Charzewicach, w stylu klasycystycznym, dodając doń murowane piętrowe oskrzydlenia, czyniąc go bardziej okazałą rodową siedzibą Lubomirskich, linii rzeszowsko - rozwadowskiej.
Pochowany w krypcie klasztoru franciszkanów w Rozwadowie.